# 東海道新幹線墨子事件
東海道新幹線墨子事件（とうかいどうしんかんせんぼくしじけん）とは、1993年から2000年にかけて東海道新幹線に関連して発生した事件。

## 概要
1993年6月から2000年4月にかけて、東海道新幹線で中国戦国時代の思想家「墨子」を名乗り、新幹線の転覆を狙ったり、現金を要求したりする事件が発生した。
3事件は墨子を名乗る犯行声明の筆跡から同一人物と判断された。他の1事件も墨子事件の現場近くだったことから同一犯の可能性も視野に入れて捜査が進められた。
現場に残された遺留品の販売ルートをたどるなどの捜査を続けるも有力な容疑者は浮かばず、いくつかの事件の公訴時効が成立し、未解決事件となっている。

## 一連の事件
1993年6月の事件
1993年6月10日午前1時半頃、岐阜県不破郡関ケ原町の東海道新幹線上り線で、線路上にあった長さ約11メートル、直径約1センチのワイヤロープが車輪で切断される事件が発生し、点検中の作業員によって事件が発覚した。ロープは何重にも束ねてレールに巻かれ、留め金で固定されていた。現場から50メートル離れたフェンスに「墨子」を名乗って政治の不満を書いた犯行声明が残されていた。電車汽車転覆を狙った犯行として捜査が進められた。
1993年8月の事件
1993年8月28日、滋賀県彦根市の東海道新幹線下り線で東京発新大阪行きのぞみ303号がレールに巻かれた鉄製チェーンをひき一時停車する事件が発生。乗客に怪我はなかった。現場近くに「墨子」を名乗って政治への不満を書いた犯行声明が残された。
2000年4月の事件
2000年4月24日、JR東海の名古屋駅に「墨子」を名乗って5億円を要求する脅迫文が送りつけられる事件が発生した。脅迫状には5月2日に電話番号先の場所（京都府のホテル）に金を持ってくることを要求していたが、その場所に犯人は姿を見せなかった。

## 関連事件
1998年4月の事件
1998年4月30日早朝、岐阜県不破郡関ケ原町の東海道新幹線下り線でレールを枕木に固定するボルト25本が引き抜かれている事件が発生。犯人は4月28日未明から30日早朝にかけて、鉄さくの上の有刺鉄線を切り、線路内に侵入、パイプレンチとエアージャッキでボルトを外したとされた。犯行声明はなかったが、1993年6月の事件の現場から500メートルの場所での犯行だったため、同一犯の可能性を考えて捜査が進められた。